# Министър-председател на Чехия
Министър-председателят на Чехия (на чешки: Předseda vlády České republiky) е глава на правителството в страната. Той се назначава на всеки четири години от президента. Неговото седалище е в Прага, Чехия.

## Списък на министър-председателите на Чехия
| #   | Име              | Мандат                | Политическа партия                 |
| --- | ---------------- | --------------------- | ---------------------------------- |
| 1.  | Вацлав Клаус     | 1993 – 1998 2 мандата | Гражданска демократическа партия   |
| 2.  | Йозеф Тошовски   | 1998 – 1998           | независим, (служебно правителство) |
| 3.  | Милош Земан      | 1998 – 2002           | Чешка социалдемократическа партия  |
| 4.  | Владимир Шпидла  | 2002 – 2004           | Чешка социалдемократическа партия  |
| 5.  | Станислав Грос   | 2004 – 2005           | Чешка социалдемократическа партия  |
| 6.  | Иржи Пароубек    | 2005 – 2006           | Чешка социалдемократическа партия  |
| 7.  | Мирек Тополанек  | 2006 – 2009           | Гражданска демократическа партия   |
| 8.  | Ян Фишер         | 2009 – 2010           | независим, (временно правителство) |
| 9.  | Петр Нечас       | 2010 – 2013           | Гражданска демократическа партия   |
| 10. | Иржи Руснок      | 2013 – 2014           | независим, (временно правителство) |
| 11. | Бохуслав Соботка | 2014 – 2017           | Чешка социалдемократическа партия  |
| 12. | Андрей Бабиш     | 2017 – 2021           | АНО 2011                           |
| 13. | Петър Фиала      | 2021 – понастоящем    | Гражданска демократична партия     |